# Сатыбалдиев, Жанторо Жолдошевич
Жанторо Жолдошевич Сатыбалдиев (кирг. Жантөрө Жолдошевич Сатыбалдиев; род. 6 января 1956, Мырза-Аке, Ошская область) — киргизский государственный и политический деятель; премьер-министр Кыргызстана в 2012—2014 годах.

## Биография
Жанторо Сатыбалдиев родился в селе Мырза-Аке (ныне — Узгенского района Ошской области).
По окончании инженерно-строительного факультета Фрунзенского политехнического института в 1979 году Сатыбалдиев работал мастером и прорабом в Алайском дорожно-строительном управлении, после чего возглавил Узгенское дорожно-строительное управление.
С 1985 по 1992 год работал главным инженером, а затем и управляющим треста «Юждортрансстрой», после чего был назначен первым заместителем министра транспорта Кыргызстана.
В 1996 году Сатыбалдиев стал генеральным директором Генеральной дирекции по реконструкции и эксплуатации автодороги «Бишкек—Ош», а в 1997 году он был назначен министром транспорта и связи Кыргызстана (с 1998 года — министр транспорта и коммуникаций).
В 2000 году возглавил государственную администрацию города Ош, а в 2001 году стал главой-мэром местного самоуправления города.
6 ноября 2003 года Жанторо Сатыбалдиев был назначен спецпредставителем Президента Кыргызстана по электроэнергетической безопасности. В марте 2005 года избран депутатом Жогорку Кенеш III созыва; на этом посту руководил депутатской группой «Эл менен».
В ноябре 2006 года Сатыбалдиев был назначен главой Государственной администрации Ошской области и губернатором-представителем Президента Кыргызстана по южному региону. 22 ноября 2007 года против руководства Государственной администрации Ошской области было возбуждено уголовное дело по подозрению в злоупотреблении служебным положением, и 27 ноября Сатыбалдиев был снят с занимаемых им постов указом Президента Курманбека Бакиева «за недостатки в работе».
С 2008 года работал генеральным директором ООО «Кател». Позже он был назначен региональным директором проекта ТРАСЕКА (проекта по развитию транспортного коридора Европа-Кавказ-Азия).
С 2010 по 2011 год был генеральным директором Государственной дирекции по восстановлению и развитию городов Ош и Джалал-Абад (с 25 июня 2010 года) и вице-премьер-министром Кыргызстана (с 14 июля 2010 года). С декабря 2011 по сентябрь 2012 года руководил аппаратом Президента Кыргызстана.
6 сентября 2012 года Жанторо Сатыбалдиев вступил на пост премьер-министра Кыргызстана, после того как его кандидатура была утверждена подавляющим большинством депутатов Жогорку Кенеш (111 депутатов против 2). Сатыбалдиев был выдвинут на пост премьера Социал-демократической партией Кыргызстана (СДПК), хотя сам он не состоит в каком-либо политическом лагере.
18 июня 2018 года Жанторо Сатыбалдиев был задержан ГКНБ КР в рамках расследования дела по факту коррупции при реализации проекта модернизации ТЭЦ Бишкека. По версии следствия утверждалось, что часть кредита от китайского «Эксимбанка» в 386 млн долларов, полученного на модернизацию предприятия, была украдена, и что замешан в этом был ряд высокопоставленных чиновников во главе с Сапаром Исаковым.
20 июня 2018 года Жанторо Сатыбалдиеву предъявлено обвинение по делу по ст. 30 ч.6 (соучастие в преступлении) и ст. 303 ч.1 (коррупция) УК КР. Первомайским районным судом Бишкека избрана мера пресечения в виде заключения под стражу в СИЗО ГКНБ до конца срока следствия.
6 декабря 2019 года по решению Свердловского районного суда Бишкека осужден на 7,5 лет с конфискацией имущества и лишением права занимать должности в госорганах сроком на 3 года.
В ходе акций протеста, начавшихся 5 октября 2020 года, Сатыбалдиева, отбывавшего срок в колонии, отпустили на свободу, однако уже через несколько дней он добровольно вернулся в колонию.
Вскоре после возвращение в колонию Сатыбалдиев перенёс операцию на сердце.
2 марта 2021 года Верховный суд Кыргызстана отказал в пересмотре дела Сатыбалдиева по вновь открывшимся обстоятельствам. Однако при очередной подаче подобного ходатайства Верховный суд направил дело на пересмотр в Свердловский районный суд Бишкека, который изменил меру пресечения на домашний арест, а 31 марта 2022 года признал Сатыбалдиева виновным по статье «Злоупотребление должностным положением», но не назначил обвиняемому наказание в связи с истечением срока давности для привлечения к уголовной ответственности, что привело к выходу Сатыбалдиева на свободу.

## Награды
В феврале 2004 года Жанторо Сатыбалдиев был награждён медалью Российской Федерации «В честь 300-летия основания Санкт-Петербурга». Также Сатыбалдиев был назван почётным гражданином города Ош и получил медаль «Почётный дорожник СНГ».

## Личная жизнь
Женат, отец четверых детей (дочь и три сына).